# Mithra

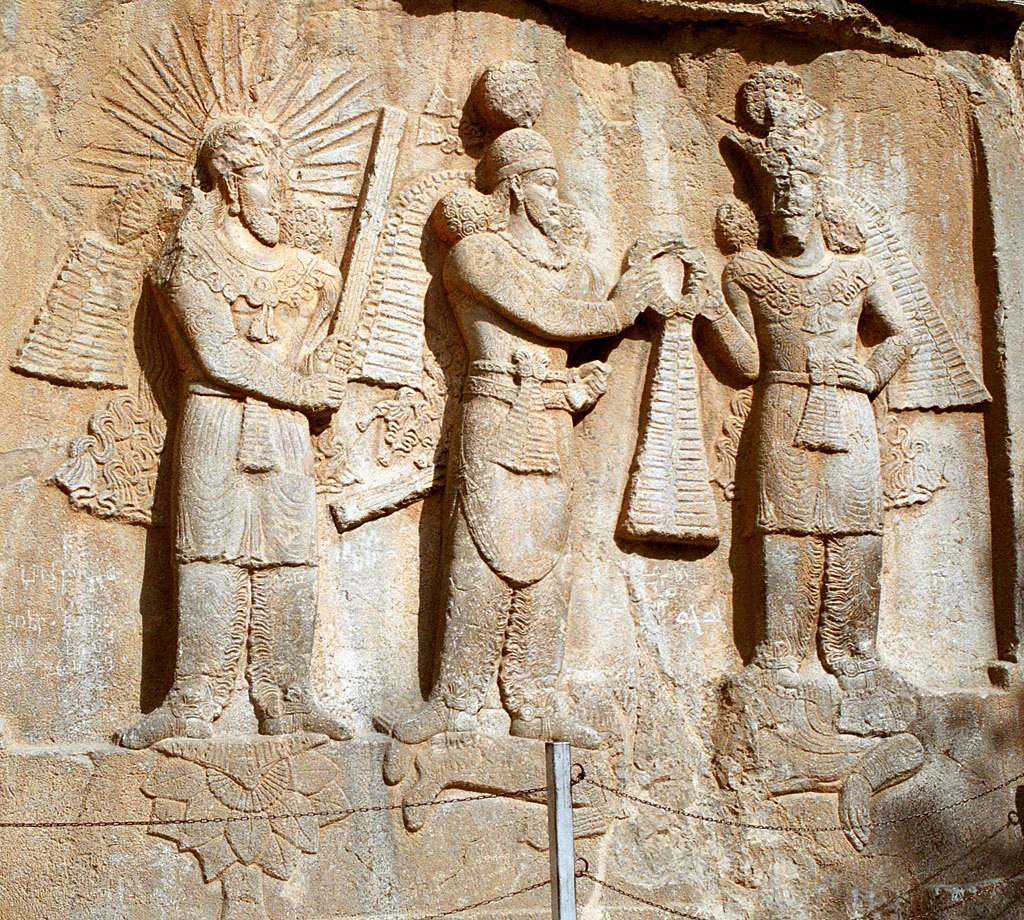
Mithra till vänster

Mithra var en forntida iransk gud från omkring 1200 f Kr. Namnet betyder fördrag eller förbund och han var övervakare av rätten. Mithra tillägnas en egen hymn (yasht) i hymnsamlingen Yashterna i zoroastrismens heliga textsamling, Avesta. Yashterna innehåller delar från forniransk religion före Zarathustra, zoroastismens grundare. I akemenidiska inskrifter omnämns han tillsammans med Ahura Mazda och Anahita.
Mithra blir med tiden sol- eller ljusängel och omnämns också som  världsfrälsare i en myt från den partiska tiden då han föddes ur en klippa. Mithra får också drag av krigargud och välgångsgud. Hans många olika drag kommer sig troligen av att han var dynastigud för många härskare från Iran till Mindre Asien. Festen Mitrakana firades varje år under det zoroastriska årets sjunde månad, som bär Mithras namn,  till kulten hörde också tjuroffer och drickande av helig dryck.
Mithra tillsammans med Aruna Mazda är nära besläktade med det fornindska gudaparet Mitra och Varuna. I Mesopotamien kopplades Mithra ihop med solguden Shamash och han har också återgivits som Helios eller Apollon.
Sambandet mellan Mithra och den antike mysterieguden Mithras är svårgenomtränglig och omtvistat. Mithras var en  konkurrent till kristendomens Jesusgestalt och dyrkades av soldater och kejsare i  Romarriket parallellt med kristendomens utbredning 100-300 e Kr.
Mithra förekommer inom manikeismen som det tredje sändebudet och den levande anden.